# Soulja Boy Tell 'Em

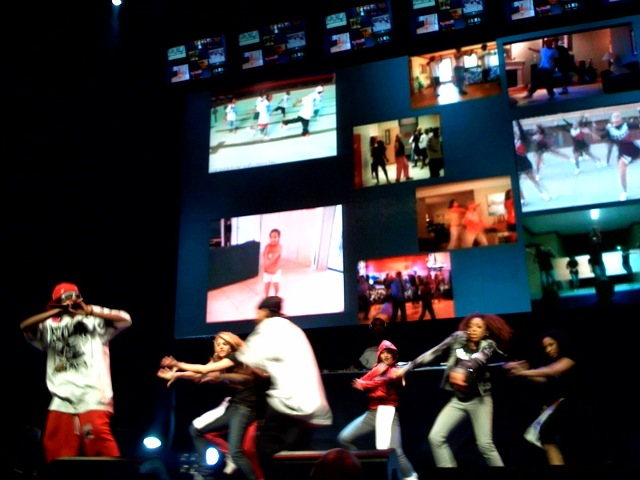
Soulja Boy

DeAndre Cortez Way, född 28 juli 1990 i Chicago, Illinois, mest känd under sitt artistnamn Soulja Boy Tell 'em (förkortat Soulja Boy), är en amerikansk rappare. Han blev känd för sin hit Crank That från debutalbumet souljaboytellem.com som sålde platina. Hans andra studioalbum, iSouljaBoyTellem, sålde 500 000 exemplar (guld)

## Liv och musikkarriär
Way flyttade till Atlanta efter att nått framgång då han laddat upp sina sånger på internet och startat ett eget skivbolag, Stacks On Deck Entertainment. Under sommaren 2007 blev han känd i samband med hans låt Crank That (Soulja Boy) med tillhörande dans blev populär. Hans första album, Souljaboytellem.com, släpptes den 2 oktober 2007 och sålde platina. Den 16 december 2008 släppte han sitt andra studioalbum iSouljaBoyTellem. Soulja Boy hade en stor kampanj, Lets Go Platinum In One Week ("låt oss gå platina på en vecka") vars mål var att återupprepa framgången med sitt första album och sälja 1 000 000 exemplar av albumet men det misslyckades. iSouljaBoyTellem har sålt över 500 000 exemplar.
Soulja Boy har hånats för sina enkla rim och melodier inte bara av kritikerna som recenserat hans skiva utan även rap-kollegor som Ice-T som anser att Soulja Boy inte är en riktig rappare, och det resulterade i ett av 2008 års mest kända så kallade beefs inom hiphopen.

## SODMG ( Stacks On Deck Money Gang)
Ways eget skivbolag som är kallat "SODMG" 
Nuvarande artister:
- Soulja Boy

- Karan Exclusive

- Killa J

- Jbar

- Arab

- Spinning 9

- M2Thak

- Paul Allen
- Lil 100

Före detta artister i SODMG:
Lil B , Riff Raff , John Boy , D Flores , Shawty Boy,
♙

## Diskografi

### Album
- 2006: Unsigned & Still Major: Da Album Before da Album
- 2007: souljaboytellem.com
- 2008: iSouljaBoyTellEm
- 2010: The DeAndre Way (30 november)
- 2014: Super Dope

### Mixtape
Några av dem kändaste mixtapen av Soulja Boy Tell 'em
- 2006: Soulja Boy and Dj Scream: Supaman Heavy In Tha Streets
- 2007: Soulja Boy and Dj Scream: Teen Of Tha South
- 2008: Soulja Boy and Dj Woogie: Live N Direct
- 2008: Soulja Boy and Dj Woogie: Tellem.TV
- 2008: Soulja Boy: Work On Deck, Best Freestyles
- 2009: Soulja Boy and Dj Woogie: Lord Of The Ringtones
- 2009: Soulja Boy and Dj Drama: Gangsta Grillz (Twitter Edt.)
- 2009: Soulja Boy and Dj Holiday: Datpiff
- 2009: Soulja Boy and Dj Woogie: Paranormal Activity
- 2009: Soulja Boy and Dj Whoo Kid: Cortez
- 2009: Soulja Boy, Dj Rockstar, Dj Woogie and Dj Ill Will: My Way of Life
- 2009: Soulja Boy: Official Black Label
- 2010: Soulja Boy: Teenage Millionaire
- 2010: Soulja Boy, Dj Ill Will, Dj Rockstar & Dj Woogie: Legendary
- 2010: Soulja Boy: Death Note
- 2010: Soulja Boy, Cookin Soul, Dj Woogie & Dj Whoo Kid: Cooking Soulja Boy